# Hildebert Kirchner

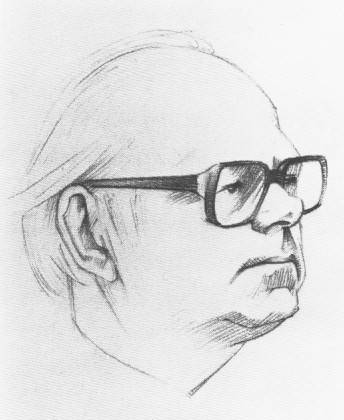
Hildebert Kirchner, Zeichnung von Hans Pfannmüller

Hildebert Kirchner (Pseudonym: Adolf Reimann, * 8. November 1920 in Hildesheim; † 28. Mai 2012 in Karlsruhe) war ein deutscher Rechtsbibliothekar und Rechtsbibliograf.

## Leben und Wirken
Kirchner kam 1920 als mittlerer von drei Söhnen des Kaufmannes Oskar Kirchner zur Welt. Trotz des frühen Selbstmordes seines Vaters war es Kirchner möglich, das humanistische Gymnasium Andreanum in Hildesheim zu besuchen und mit dem Abitur abzuschließen. Zum Sommersemester 1939 nahm er das Studium der Rechtswissenschaft und der Geschichtswissenschaft an der Universität Göttingen auf. Dort legte er 1942 sein Erstes Juristisches Staatsexamen ab. Ein Angebot von Wilhelm Ebel, sich bei diesem zu habilitieren, lehnte Kirchner aufgrund dessen nationalsozialistischen Hintergrunds ab. Stattdessen wurde er wissenschaftlicher Mitarbeiter bei Hans Niedermeyer. Diese Stellung konnte er jedoch nicht lange bekleiden, da er trotz anfänglicher Freistellung wegen erlittener Kinderlähmung 1944 doch noch Kriegsdienst leisten musste und zu einer Sanitätstruppe eingezogen wurde.
Nach kurzer Kriegsgefangenschaft in Dänemark setzte Kirchner seine noch während des Krieges begonnene Referendarausbildung am Landgericht Göttingen fort. Gleichzeitig wurde er wissenschaftlicher Mitarbeiter von Wilhelm Felgentraeger. 1948 legte er sein Zweites Staatsexamen ab und kam als Assessor zur Staatsanwaltschaft. Diese Tätigkeit erfüllte jedoch nicht seine Erwartungen und so schloss er ein Bibliotheksreferendariat in Göttingen an. Gleichzeitig widmete er sich seiner Promotion. Diese schloss er 1950 unter Betreuung von Rudolf Smend ab und wurde von der Universität Göttingen zum Dr. iur. promoviert. 1951 legte Kirchner die Fachprüfung für den höheren Bibliotheksdienst ab und kam im folgenden Jahr 1952 an die Bibliothek des Bundesgerichtshofs in Karlsruhe. Bereits 1956 wurde er als Nachfolger von Martin Kreplin Leiter der Bibliothek, was er bis zu seiner Pensionierung 1985 blieb. Ihm folgte Dietrich Pannier. Im Verein Deutscher Bibliothekarinnen und Bibliothekare war er hochgeschätzt. Seine Expertise wurde auch von den Gerichten erkannt, sodass er mehrfach als Gutachter in bibliothekarischen Vergütungsfragen für Arbeitsgerichte tätig war.
Weite Verbreitung fand sein Abkürzungsverzeichnis der Rechtssprache, das 1957 erstmals erschien. Zudem publizierte er auch zu Fragen des juristischen Zeitgeschehens und der Geschichte des Justizwesens in Deutschland.

## Schriften
- Karlsruher juristische Bibliographie. Hrsg. von Hildebert Kirchner (u. a.). Beck, München 1965–. ISSN 0453-3283.
- Der Bibliograf. Eine unnötige, allenfalls für Bibliothekare nützliche Studie. Unwiderruflich ein- und letztmalige Ausgabe anlässlich des 25jährigen Bestehens der Arbeitsgemeinschaft der Parlaments- und Behördenbibliotheken. Von Adolf Reimann (das ist: Hildebert Kirchner). Löwen-Verlag, Karlsruhe 1980.
- Grundriß des Bibliotheks- und Dokumentationsrechts. 2., durchges. Aufl. Klostermann, Frankfurt am Main 1993. ISBN 3-465-02602-0. – Vorschau in der Google-Buchsuche.
- Bibliographie zum Unternehmens- und Gesellschaftsrecht. 1950–1985; 1986–1995. De Gruyter, Berlin [u. a.]: 1989–1998. ISBN 3-11-010770-8; ISBN 3-11-015502-8.
- Abkürzungsverzeichnis der Rechtssprache. 6., völlig neu bearb. und erw. Aufl. Unter Mitarbeit von Dietrich Pannier. De Gruyter Recht, Berlin 2008. ISBN 978-3-89949-336-8 (gebunden); ISBN 978-3-89949-335-1 (broschiert). (5. Aufl. 2003 bearb. von Cornelia Butz. – Vorschau in der Google-Buchsuche.)